# Працівник
Працівник — трудяща людина, трудівник. Фізична особа, яка працює на підставі трудового договору на підприємстві, в установі, організації чи у фізичної особи, котра використовує найману працю.